# 基廉斯克区
基廉斯克区（俄语：Киренский район）是俄罗斯联邦伊尔库茨克州下辖的一个区，其行政中心为基廉斯克。据2016年统计，该区的人口为18250人。